# Xã Miller, Quận Gentry, Missouri
Xã Miller (tiếng Anh: Miller Township) là một xã thuộc quận Gentry, tiểu bang Missouri, Hoa Kỳ. Năm 2010, dân số của xã này là 432 người.